# Федорчак Петро Степанович
Петро́ Степа́нович Федорча́к (22 серпня 1933, с. Росохач, Городенківський повіт, Станиславівське воєводство — 25 жовтня 2017, м. Івано-Франківськ) — професор кафедри історії слов'ян Прикарпатського національного університету імені Василя Стефаника. Дослідник державотворення у слов'янських країнах ХХ століття, історії українсько-польських відносин. Доктор наук (1976), відмінник освіти України (2000). Завідувач кафедри загальної історії 1972-1992 та історії слов'ян 1992-2006

## Життєпис
Народився 22 серпня 1933 р. в родині сільських хліборобів. Уже в дошкільні роки він оволодів грамотою, навчився читати і писати. 1939 року пішов у Росохацьку початкову школу, яку згодом перетворили на семирічну. У 1947 році вступив у Коломийське педагогічне училище, після закінчення якого здобув кваліфікацію учителя початкової школи.
У 1951 році Петро Федорчак став студентом історичного відділу історико-філологічного факультету Івано-Франківського (колишнього Станіславського) педагогічного інституту, де прослухав навчальні курси тодішніх провідних викладачів І. К. Васюти, П. М. Денисовця, П. Т. Рущенка, В. О. Духніча, Ю. І. Патлажана. Під час навчання в інституті він брав активну участь у діяльності студентських гуртків і семінарів, виступав з доповідями та повідомленнями на конференціях, готував перші наукові праці, також активно займався спортом. Був переможцем Республіканського конкурсу студентських наукових робіт.
У 1955 році закінчив навчання в інституті, одержавши диплом з відзнакою, рекомендований для вступу в аспірантуру. Протягом наступних п'яти років працював учителем історії та географії у школах м. Станіслава і перебував на виборній громадській роботі, одночасно займаючись науковими дослідженнями. У 1960–1963 роках навчався в аспірантурі Київського державного університету ім. Тараса Шевченка, де опублікував чотири наукові статті та книжку. В аспірантурі Петро Федорчак достроково захистив кандидатську дисертацію з історії західних областей України на тему "Комсомол - активный помощник Коммунистической партии в борьбе за досрочное выполнение семилетки в области тяжелой индустрии : на материалах западных областей Украинской ССР за 1959-1961 гг.".
З 1963 року історик провадив свою педагогічну та наукову працю в Івано-Франківському державному педагогічному інституті, який у 1992 р. був реорганізований у Прикарпатський університет. Пройшов шлях від старшого викладача історичного факультету до професора. В інституті П. С. Федорчак викладав історичні дисципліни, а з 1972 року обіймав посаду завідувача кафедри.
Співавтор і член редакційної колегії тому «Історія міст і сіл Української РСР. Івано-Франківська область», автор монографії «Шляхом трудових подвигів», співавтор нарисів з історії Прикарпаття «Назустріч мрії», документального нарису «Івано-Франківський державний педагогічний інститут імені В. С. Стефаника». Опублікував статті про особливості і специфіку викладання всесвітньої історії в педагогічному ВНЗ та досвід вивчення історії України в курсі всесвітньої історії. У 1976 р. першим з випускників історичного факультету захистив докторську дисертацію з проблем політичної історії України на тему "Партийное руководство промышленностью в условиях развитого социализма : опыт партийных организаций предприятий тяжелой индустрии Украины 1959-1970гг.".
У 1982 році Петро Степанович став проректором з наукової роботи, працював на цій посаді до 1993 року.
Після реорганізації педагогічного інституту в університет у 1993 році на історичному факультеті було створено кафедру історії слов'ян, завідувачем якої Вчена рада університету обрала професора Федорчака. Очоливши нову кафедру, Петро Степанович побував у Київському, Львівському та Чернівецькому університетах, де вивчав досвід організації слов'янознавчої освіти, зокрема викладання нормативних і спеціальних дисциплін, проведення навчально-методичної, науково-дослідної та виховної роботи. Він спрямовував колектив кафедри на опанування новими технологіями навчання і викладання слов'янознавчих курсів і разом зі своїми колегами доцентами А. В. Крюковим, М. М. Нагорняком, В. І. Сілецьким та Ю. М. Томиним виробляв нові методичні та світоглядно-концептуальні підходи до читання лекцій і проведення семінарських занять, а також до організації навчально-виховного процесу та науково-дослідницької діяльності.
Помер 25 жовтня 2017, у м.Івано-Франківськ. Похований на Меморіальному комплексі "Дем'янів Лаз"

## Наукова школа
Під керівництвом Петра Степановича Федорчака захистили кандидатські дисертації:
- Комар Володимир Леонович (1998) тема: “Українське питання в національній політиці Польщі (1935–1939 рр.)”
- Дебенко Василь Зіновійович (2001) тема: “Імперська ідея в Московській державі в кінці XV – XVI ст.”
- Кучера Ірина Василівна (2005) тема: “Політика російської окупаційної адміністрації в Східній Галичині у 1914–1917 рр.”
- Вітенко Микола Дмитрович (2006) тема: "Польсько-українські відносини у Галичині: соціально-економічний аспект (остання третина ХІХ – початок ХХ ст.)"
- Штанько Ярослав Васильович (2006) тема: “Білий рух півдня Росії і Українська Держава та УНР (1918–1920 рр.)”
- Бориняк Олег Константинович (2011) тема: “Польсько-білоруські відносини в 1991–2004 рр.”
- Яворський Андрій Анатолійович (2017) тема: "Професійні громадські об’єднання українських емігрантів у Чехословаччині (1923‒1939 рр.)".

## Праці
У 1995 році за безпосередньою участю та редакцією професора П. С. Федорчака колектив кафедри історії слов'ян опублікував посібник «Історія Польщі», у якому висвітлено найважливіші проблеми розвитку цієї країни від найдавніших часів до сьогодення. У розділі про новітню історію Польщі, який належить П. С. Федорчаку, на основі невідомих раніше документів розкриваються передумови кризових явищ у Польщі в 70 — 80-х роках ХХ століття, обґрунтовується закономірність краху адміністративно-розподільчої системи у цій країні, характеризуються докорінні суспільні зміни, що відбулися у Польщі в 1990-х роках.
У 1999 році за редакцією П. С. Федорчака вийшла книга «Коротка історія Чехії і Словаччини», у якій він написав розділи з новітньої історії.
До творчого доробку П. С. Федорчака належить і обґрунтування ним впливів на процеси державотворення у слов'янських країн таких ключових подій першої половини ХХ століття, як розпад Австро-Угорської імперії та крах російського царизму. П. С. Федорчак також наголошував, що Перша світова війна прискорила національну ідентифікацію слов'янських народів, посприяла відродженню та створенню нових слов'янських держав. Відобразивши вплив Західно-Української Народної Республіки на розвиток державотворчих процесів у сусідніх країнах, П. С. Федорчак відзначив, що нова українська держава враховувала у своїй внутрішній та зовнішній політиці і європейський досвід.
Значне місце у науковій діяльності П. С. Федорчака займає дослідження українсько-польських взаємин. У 1997 році за його редакцією вийшла книга «Українсько-польські відносини в Галичині у ХХ ст.», яка є збірником матеріалів Міжнародної наукової конференції за участю понад 100 вчених України і Польщі. У ній вміщено і доповіді П. С. Федорчака про національну політику Другої Речі Посполитої у західноукраїнському регіоні та розвиток українсько-польських культурних контактів. На основі архівних документів підготував і опублікував статтю про депортацію українців з Польщі та поляків із західних областей України у 1944 — 1946 роках. На яскравих фактах учений підтвердив, що ця подія не була добровільною акцією, як це стверджувалося у радянській історіографії, а перетворилася у життєву трагедію двох сусідніх народів.
У галузі історичного краєзнавства досліджував роль і значення Прикарпаття в зовнішньоекономічних і торговельних відносинах із зарубіжними країнами — Молдовою, Литвою, Туреччиною, Росією, Німеччиною, Францією.
Серед учнів і вихованців Петра Степановича є колишній декан історичного факультету Прикарпатського університету доктор історичних наук, доктор філософії, професор Микола Кугутяк, колишній проректор Прикарпатського юридичного інституту Національної Академії внутрішніх справ України доктор історичних наук, професор Степан Сворак, колишні проректори Прикарпатського університету Володимир Великочий та Сергій Дерев'янко. У визначенні наукового шляху Петро Степанович допомагав і відомому тепер ученому, докторові історичних наук, академіку АН Вищої школи, професорові Київського національного університету Ярославу Калакурі. Серед студентів професора Федорчака були відомі науковці: Олег Жерноклеєв, Олександр Марущенко, Михайло Нагорняк, Ігор Пилипів, Ігор Райківський.

## Див.також
Список професорів-істориків ПНУ імені В.Стефаника

## Нагороди
- СРСРНагороджений званнями «Відмінник народної освіти» (1977 р.),
- Україна «Відмінник освіти України» (2000 р.),
- СРСР Медаль «За трудовое отличие» (1981 р.),
- СРСР «Ветеран труда».
- СРСР «Заслужений працівник народної освіти Української РСР».[3]